# Boogie (gênero)
Boogie (às vezes chamado de pós-disco) é um gênero de rhythm and blues e dance music eletrônica, com laços estreitos com o estilo pós-disco, que surgiu pela primeira vez nos Estados Unidos no final da década de 1970 até meados da década de 1980. O som do boogie definido pela ponte entre instrumentos musicais acústicos e eletrônicos, com ênfase nos vocais e efeitos diversos, posteriormente evoluiu para electro e house music.

## História

### Décadas de 1920 a 1930: etimologia
O primeiro uso documentado da palavra boogie é datado de 1929. O Boogie, conforme definido pelo Merriam-Webster Dictionary, é uma ocasião para dançar o rock fortemente rítmico que incentiva as pessoas a dançar. A associação mais antiga da palavra boogie foi com blues e mais tarde gêneros rock and roll e rockabilly.

### Décadas 1970 e 1980: significado atual
Na década de 1970, o termo foi revitalizado para subculturas de disco e posteriormente pós-disco. O termo "boogie" foi usado em Londres para descrever uma forma de dance/funk afro-americano da década de 1980. O nome boogie tendia a ser usado, pois, embora essencialmente usado para descrever gravações no estilo disco, a palavra disco ganhou más conotações no início dos anos 80.
Originalmente, a palavra boogie podia ser encontrada nos álbuns de funk e disco dos anos 70, principalmente "Boogie Oogie Oogie" de A Taste of Honey e Boogie Wonderland" de Earth Wind and Fire, faixas dos anos 80 como "Give Me the Night" (George Benson, 1980), "Boogie's Gonna Get Ya" (Rafael Cameron, 1981),  "If You Want My Lovin'" (Evelyn King, 1981), "You're the One for Me"  (D. Train, 1981 ), "Don't Make Me Wait" (Peech Boys, 1982) ou "Break Dancin '- Electric Boogie" (West Street Mob, 1984) ajudaram a definir o estilo musical do boogie.
Ao longo dos anos 80, vários grupos de boogies da cidade de Nova York começaram a experimentar o dub infundido com baixo que antecipava os sons da house music. Um desses grupos foi o Peech Boys, seguido por D. Train, Vicky D e Sharon Redd. Enquanto alguns produtores de discos, como François Kevorkian e Larry Levan, estavam aperfeiçoando e estendendo os limites do boogie urbano, outros como Arthur Baker e John "Jellybean" Benitez tiveram suas influências da música technopop européia e japonesa. A última abordagem abriu o caminho para o electro e, posteriormente, o freestyle.
O Boogie teve seguidores populares na cena underground de Londres, muitas vezes em boates e DJs de clubes devido à falta de suporte de rádios convencionais. Os discos de Boogie eram importados principalmente dos Estados Unidos e às vezes eram rotulados como "electro-funk" ou "disco-funk".

### Década de 1980: evolução da electro

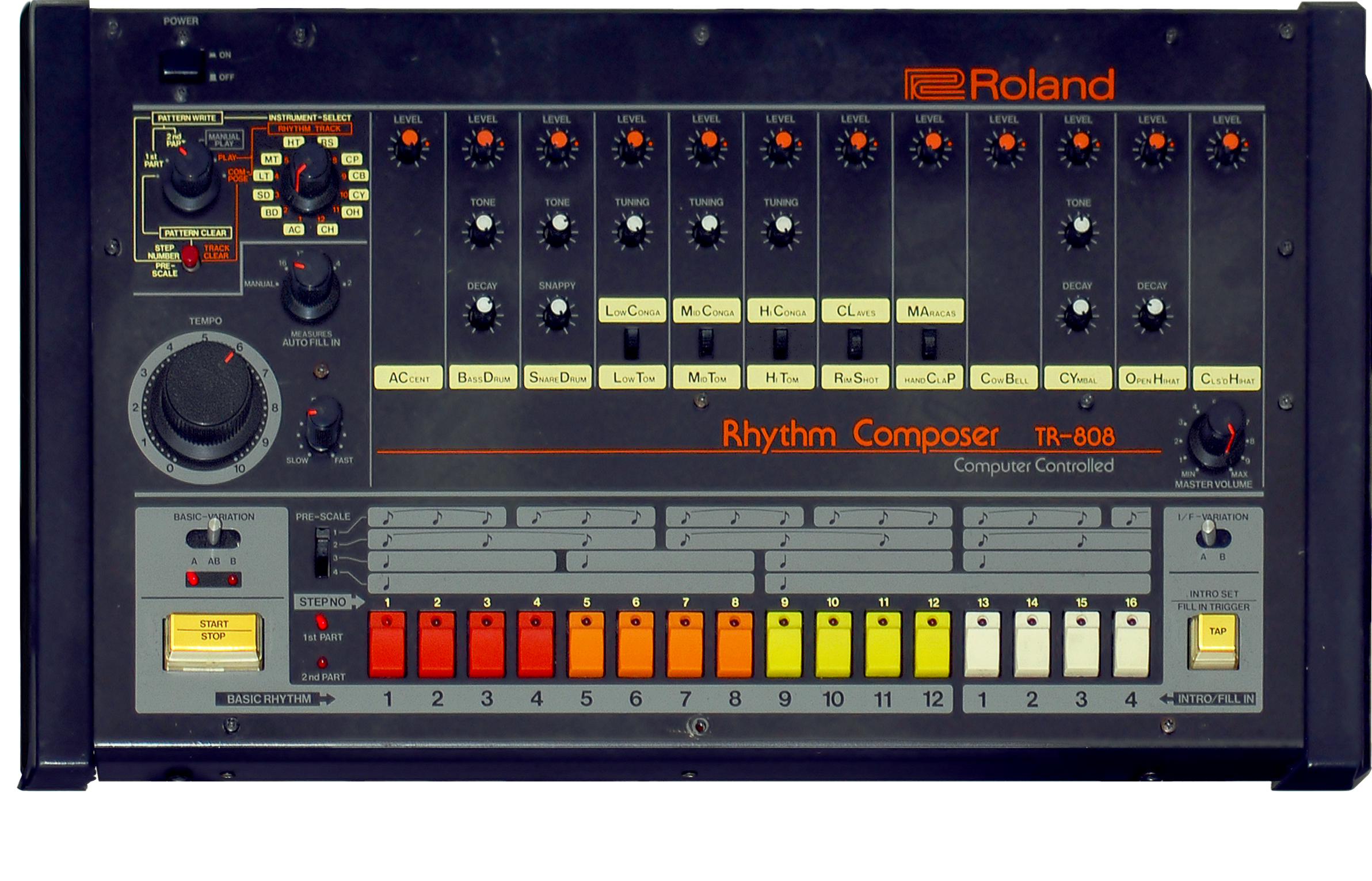
O instrumento que construiu o electro, a bateria eletrônica Roland TR-808.

Entre os pioneiros do electro-boogie (mais tarde abreviado para electro) incluem Zapp, D. Train, Sinnamon e outros músicos pós-disco/boogie; especialmente aqueles influenciados por artistas new wave e synth-pop como Human League ou Gary Numan, combinados com o som de R&B de Herbie Hancock e George Clinton. À medida que a progressão eletrônica continuava, instrumentos acústicos, como o baixo, foram substituídos por sintetizadores japoneses e, principalmente, por caixas de ritmos icônicas como o Roland TR-808. Os primeiros usos desta "bateria eletrônica" incluem várias faixas da Yellow Magic Orchestra em 1980–1981, "Planet Rock" (1982) de Afrikaa Bambaataa e a canção "Sexual Healing" de Marvin Gaye.
Sobre origens do eletro, Greg Wilson argumenta:
| “ | Era tudo sobre esticar os limites que começaram a sufocar a música negra, e suas influências não estavam apenas nos magos alemães do technopop Kraftwerk, os reconhecidos antepassados do puro electro, além de artistas futuristas britânicos como a Human League e Gary Numan, mas também com um número de músicos negros pioneiros. Artistas importantes como Miles Davis, Sly Stone, Herbie Hancock, Stevie Wonder, o lendário produtor Norman Whitfield e, é claro, George Clinton e sua brigada P Funk, todos desempenhariam seu papel na formação desse novo som através do uso inovador de instrumentos eletrônicos durante a década de 1970 (e no final da década de 1960, no caso de Miles Davis). | ” |

### Décadas de 2000 a 2010: revitalização
Muito mais tarde, nos anos 2000 (na década) e início de 2010, grupos e artistas indietrônicos como James Pants, Juice Aleem, Sa-Ra Creative Partners estão sendo influenciados pelos sons do boogie e da música eletrônica dos anos 80 em geral.
Chromeo, uma dupla canadense, lançou um álbum orientado para boogie chamado She's in Control em 2004. Dâm-Funk é outro artista influenciado por boogie vindo de Los Angeles. Ele lançou um álbum chamado Toeachizown em 2009.